# 竹熊健太郎
竹熊 健太郎（たけくま けんたろう、1960年8月29日 - ）は、日本の編集者・ライター、漫画原作者である。本人による肩書きは「編集家」。東京都世田谷区出身。神奈川県大和市在住。『アルバイトニュース』でペンネーム・細石巌（さざれいしいわを）を使用していたことがある。

## 経歴
東京都に生まれ、小学校3年から中学校卒業までを千葉県旭市で過ごす。1978年、神奈川県立座間高等学校卒業。高校在学中にミニコミ誌『摩天樓』を創刊。
多摩美術大学などの入試に失敗し、一浪して桑沢デザイン研究所に入学するが、在学中に編集者の神崎夢現に誘われ自販機本の最大手出版社だったアリス出版でフリーの編集者となり中退。現在は編集、執筆業、漫画原作などを行っている。
2009年現在、京都精華大学マンガプロデュース学科教授、多摩美術大学美術学部非常勤講師（漫画文化論）。同大学では武蔵野美術大学などの学生も巻き込み、『電脳マヴォ』などの同人誌を授業内容の一環の実作として創刊。その他にも桑沢デザイン研究所講師などを務める。
いわゆる「おたく第一世代」の一人であり、漫画を始めとしたオタク文化を題材にした執筆、評論活動を仕事の中心としており、「オウム真理教事件」の際は、いち早く、自身のオタク体験を題材とした半自伝『私とハルマゲドン』を執筆した。
また友人の桜玉吉からは「ドマニア」と評されるほどマニアックな人物であり、かつての自宅には『ガロ』『COM』などの漫画雑誌が創刊号から保管されており、本以外にもありとあらゆる時代の映画作品・アニメ作品のソフトがメジャーマイナーを問わず大量に所蔵されていた。なお引っ越し作業では220箱もの本を移動させる羽目になったという。
漫画評論を行う者たちには漫画原作者・漫画家を兼ねるものが多いが、その中でも竹熊はメジャー誌でヒットを飛ばした経験を持っており、いしかわじゅんと並び、売れた実績を持つ漫画評論家となっている。また『漫画ブリッコ』（白夜書房）もコラムコーナーをもち、漫画を掲載したたこともある。
代表作に『サルでも描けるまんが教室（相原コージと共著）』、ジャンルを越境した老偉人たちへのインタビュー集『篦棒な人々 戦後サブカルチャー偉人伝』など。
2006年11月30日に脳梗塞を患い、長期入院を余儀なくされたが2007年退院。
2007年「月刊IKKI」12月号より、「サルでも描けるまんが教室」の続編、『サルまん2.0』の連載が開始されたが、相原との意識の違いがあり、「これ以上面白く書けない」という理由で2008年7月号にて連載を中止し、終了。単行本は長年の間を経て、2017年に小学館クリエイティブから刊行された。
2009年から2010年に、竹熊の責任編集による、才能ある学生作家を中心とした漫画同人雑誌「コミック・マヴォ」を刊行。2012年1月からWEB雑誌「電脳マヴォ」を開始。
2014年6月24日公式ブログにて株式会社ホップ・ロウ取締役辞任と同社にて発行・編集業務を行っていたWEB雑誌「電脳マヴォ」の継続を宣言。持病であるアスペルガー症候群のため京都精華大学での講義を休職していることを報告。
声優の小林恭治はいとこおじ（母のいとこ）にあたる。幼少期には「イヤミのおじさん」として親しんでいた。
ファンの女性と結婚していたがのち離婚、その時の経験から、本田透の対談集『電波大戦 ぼくたちの“護身”入門』において、“モテの魔の手”に負けないようにと、アドバイスしている。
竹本健治が創設した変格ミステリ作家クラブの会員。

## 交友関係
- 川崎ぶら - 吉田戦車との共著や『ニナライカ』の原作で知られるライター、高校の後輩で、共同作業を多く行っており、『漫画ブリッコ』にも、同時期にコラムを持っていた。
- 桜玉吉 - 美術予備校時代からの友人で、お互いの漫画に出演しあっている。
- 藤原カムイ - 桑沢デザイン研究所からの友人、サルでも描けるまんが教室は藤原とのバカ話がベースとなっており当初は藤原画で企画されていた。
- 宇田川岳夫 - フリンジ・カルチャー研究家、若い頃からの知人。
- 長谷邦夫 - 赤塚不二夫の片腕的存在。2000年から交流が始まる。漫画評論家として心の師匠としている[7]。

## 漫画原作
- おいね（作画:藤原カムイ）　漫画ブリッコ
- サルでも描けるまんが教室（作画:相原コージ） ビッグコミックスピリッツ
- マリオの大冒険（作画:チャーリー野沢） NINTENDO POWER（アメリカ）
- チャイルド★プラネット（作画:永福一成） ヤングサンデー
- ファミ通のアレ（仮題）（作画:羽生生純） ファミ通
- 暴乳拳（作画:ふくしま政美） エロトピア
- さるまん2.0（作画：相原コージ）　「月刊IKKI」

## 著書
- 『私とハルマゲドン おたく宗教としてのオウム真理教』太田出版、1995　のちちくま文庫
- 『マンガ原稿料はなぜ安いのか? 竹熊漫談』イーストプレス、2004
- 『ゴルゴ13はいつ終わるのか? 竹熊漫談』イーストプレス、2005
- 『フリーランス、40歳の壁――自由業者は、どうして40歳から仕事が減るのか?』ダイヤモンド社 2018

### 共編著
- 『サルでも描けるまんが教室』1-3　相原コージ共著　小学館、1990-92
  - 『サルまん―サルでも描けるまんが教室』上下　小学館 (BIG SPIRITS COMICS SPECIAL) 1997
  - 『サルまん サルでも描けるまんが教室 21世紀愛蔵版』上下　小学館 (BIG SPIRITS COMICS) 2006
- 『相原コージのゲームデザイナーへの道 イデアの日必勝攻略法』相原コージと共著　双葉社 1994
- 『マンガの読み方』夏目房之介他、共著 宝島社　別冊宝島EX 1995
- 『庵野秀明 パラノ・エヴァンゲリオン』（編著）太田出版、1997
- 『篦棒な人々 戦後サブカルチャー偉人伝』太田出版、1998　河出文庫、2007
  - （康芳夫、石原豪人、川内康範、糸井貫二へのインタビュー集）
- 『萬有ビンボー漫画大系 四畳半という楽園』（杉森昌武と共編著）祥伝社、1999
- 『色単 - 現代色単語辞典』（友成純一、ひさうちみちお共編著）群雄社出版、1983・ポット出版、2005
- 『20世紀少年探偵団 本格科学冒険漫画』20世紀少年探偵団共著 浦沢直樹監修 小学館 2008 ビッグコミックススペシャル
- 『震災から語る』東浩紀編著 和合亮一,津田大介共著　コンテクチュアズ　2012　別冊思想地図β ニコ生対談本シリーズ
- 『竹熊の野望 インターネット前夜、パソコン通信で世界征服の実現を目論む男の物語』羽生生純 (イラスト担当), スタパ齋藤（コラム担当） 立東舎　 2016
  - EYE-COM(現週刊アスキー)連載
  - 竹熊健太郎と相方のスタパ齋藤が、世界征服を企むといいつつインターネット普及以前のパソコン通信を舞台にしてオフ会や炎上など当時のネット社会を描いた物語。サルまんの「ちんぴょろすぽーん」なども登場する。
- 『サルまん 2.0 サルでも描けるまんが教室 2.0』相原コージと共著　小学館クリエイティブ　2017

## 監修
米澤嘉博と二人で、90年代後半に太田出版から刊行された、カルト漫画の復刻シリーズ「QJマンガ選書」を監修。
- 徳南晴一郎『怪談人間時計』
- 水木しげる『定本・悪魔くん』
- 風忍『ガバメント(軍用拳銃)を持った少年―風忍自薦短編集』
- ふくしま政美『聖マッスル』
- ムロタニツネ象『完本・地獄くん』
- ふくしま政美『女犯坊 (怒根鉄槌編)』
- つゆきサブロー（杉本五郎）『寄生人』
- 徳南晴一郎『ひるぜんの曲』
- ふくしま政美『女犯坊（妖根魔陰篇）』
- 楳図かずお『ガモラ―Lost world』
- 白川まり奈『侵略円盤キノコンガ』
- ふくしま政美『女犯坊（超根飛翔篇）』
- 石川球人『巨人獣』
- 宮谷一彦『肉弾時代　完全版』
- 『水木しげる貸本モダンホラー』（上・下）
- 滝沢解：原作、ふくしま政美：作画『超劇画 聖徳太子』
- 『水木しげる貸本時代ロマン』（上・下）
- 『墓をほる男―水木しげる貸本怪奇サスペンス』
- 中本繁『ドリーム仮面』
- のすふぇらとぅ『海からの使者』

## 出演
- たけくまラジオ （TBSラジオ、2006年10月4日～2006年12月13日）病気による降板
- 昭和アニメ伝説 〜テレビアニメの夜明け・エイケン〜（フジテレビ721・739） - 出演、スーパーバイザー